# Centrosojuz
Centrosojuz (in russo Центросоюз?) è un palazzo di Mosca, utilizzato come sede del Soviet Supremo dell'Unione Sovietica e successivamente come sede del Servizio statistico federale e del Servizio di monitoraggio finanziario federale della Federazione russa.
Dal 1987 è considerato parte del patrimonio culturale della Russia.

## Storia
Nel 1928 furono imbanditi tre concorsi per progettare la sede del Soviet Supremo dell'Unione Sovietica ed essi furono vinti dall'architetto svizzero-francese Le Corbusier e dal connazionale Pierre Jeanneret. I due, dopo aver terminato i progetti, furono costretti, a causa dell'impossibilità di dirigere i lavori, ad assegnare l'incarico all'architetto russo Nikolaj Kolli, che si tenne in contatto via posta con i due architetti. I lavori iniziarono nel 1929 e terminarono nel 1933.

## Descrizione
L'edificio riflette chiaramente i cinque punti di architettura, ma nei rivestimenti interni vi sono dei cambiamenti dovuti al nuovo gusto del periodo stalinista.
La struttura è composta da tre volumi rettangolari per gli uffici e un quarto volume curvo rivolto verso la nuova strada per la sala e l'auditorium. L'edificio presenta grandi facciate continue e le pareti sono rivestite di tufo armeno rosso.